# Liste der Nummer-eins-Hits in Ungarn (2025)
Dies ist eine Liste der Nummer-eins-Hits in Ungarn im Jahr 2025. Sie basiert auf der Album Top 40 slágerlista und der Single Top 40 slágerlista der Magyar Hanglemezkiadók Szövetsége (Mahasz), dem ungarischen Vertreter der International Federation of the Phonographic Industry.

## Singles
| ← 2024 ← | Liste der Nummer-eins-Hits in Ungarn | Liste der Nummer-eins-Hits in Ungarn       | Liste der Nummer-eins-Hits in Ungarn                                       |                           |
| \| Zeitraum \| Wo. ges. \| Interpret \| Titel Autor(en) \| Zusätzliche Informationen \| \| (Zeitraum, Wochen auf Platz eins, Interpret, Titel, Autor[en], zusätzliche Informationen) \| \| \| \| \| \| ----------------------------------------------------------------------------------------- \| -------- \| ------------------------------------------ \| -------------------------------------------------------------------------- \| ------------------------- \| \| 27. Dezember 2024 – 9. Januar 2025 2 Wochen (insgesamt 22) \| 22 \| Desh & Young Fly feat. Azahriah \| Pannonia Attila Baukó, Attila Molnár, Álmos Schüller \| – \| \| 10. Januar 2025 – 16. Januar 2025 1 Woche \| 1 \| Manuel \| Orgonabokor Emánuel Gödöllei, Dániel Somogyvári \| – \| \| 17. Januar 2025 – 13. Februar 2025 4 Wochen (insgesamt 9) \| 9 \| Majka \| Csurran, cseppen Péter Majoros \| – \| \| 14. Februar 2025 – 20. Februar 2025 1 Woche \| 1 \| L. L. Junior × Azahriah feat. Farkas Pisti \| Zha maj dur Attila Baukó, István Farkas, Lesi László Csaba, Marcell Závodi \| – \| \| 21. Februar 2025 – 13. März 2025 3 Wochen (insgesamt 9) \| 9 \| Majka \| Csurran, cseppen Péter Majoros \| – \| \| 14. März 2025 – 20. März 2025 1 Woche \| 1 \| T. Danny \| Rockstar Dániel Lehóczki, Dániel Márton Telegdy \| – \| \| 21. März 2025 – 27. März 2025 1 Woche \| 1 \| Pogány Induló \| Kettő/kettő Mihálku Balázs, Bence Molnár, Marcell Szirmai, Nicolas Sárkőzy \| – \| \| 28. März 2025 – 10. April 2025 2 Wochen (insgesamt 9) \| 9 \| Majka \| Csurran, cseppen Péter Majoros \| – \| \| 11. April 2025 – 24. April 2025 2 Wochen (insgesamt 22) \| 22 \| Desh & Young Fly feat. Azahriah \| Pannonia Attila Baukó, Attila Molnár, Álmos Schüller \| – \| \| 25. April 2025 – 5. Juni 2025 6 Wochen \| 6 \| Desh \| Talpra cigányok Attila Molnár \| – \| \| 6. Juni 2025 – 17. Juli 2025 6 Wochen (insgesamt 8) \| 8 \| Desh \| Vinnipu Attila Molnár \| – \| \| 18. Juli 2025 – 24. Juli 2025 1 Woche \| 1 \| Dzsúdló \| Stressz Musik: Dániel Somogyvári, Text: Márton Juhász \| – \| \| 25. Juli 2025 – 7. August 2025 2 Wochen (insgesamt 8) \| 8 \| Desh \| Vinnipu Attila Molnár \| – \| |                                      |                                            |                                                                            |                           |
| ← 2024 |                                      |                                            |                                                                            |                           |
| Zeitraum | Wo. ges.                             | Interpret                                  | Titel Autor(en)                                                            | Zusätzliche Informationen |
| (Zeitraum, Wochen auf Platz eins, Interpret, Titel, Autor[en], zusätzliche Informationen) |                                      |                                            |                                                                            |                           |
| 27. Dezember 2024 – 9. Januar 2025 2 Wochen (insgesamt 22) | 22                                   | Desh & Young Fly feat. Azahriah            | Pannonia Attila Baukó, Attila Molnár, Álmos Schüller                       | –                         |
| 10. Januar 2025 – 16. Januar 2025 1 Woche | 1                                    | Manuel                                     | Orgonabokor Emánuel Gödöllei, Dániel Somogyvári                            | –                         |
| 17. Januar 2025 – 13. Februar 2025 4 Wochen (insgesamt 9) | 9                                    | Majka                                      | Csurran, cseppen Péter Majoros                                             | –                         |
| 14. Februar 2025 – 20. Februar 2025 1 Woche | 1                                    | L. L. Junior × Azahriah feat. Farkas Pisti | Zha maj dur Attila Baukó, István Farkas, Lesi László Csaba, Marcell Závodi | –                         |
| 21. Februar 2025 – 13. März 2025 3 Wochen (insgesamt 9) | 9                                    | Majka                                      | Csurran, cseppen Péter Majoros                                             | –                         |
| 14. März 2025 – 20. März 2025 1 Woche | 1                                    | T. Danny                                   | Rockstar Dániel Lehóczki, Dániel Márton Telegdy                            | –                         |
| 21. März 2025 – 27. März 2025 1 Woche | 1                                    | Pogány Induló                              | Kettő/kettő Mihálku Balázs, Bence Molnár, Marcell Szirmai, Nicolas Sárkőzy | –                         |
| 28. März 2025 – 10. April 2025 2 Wochen (insgesamt 9) | 9                                    | Majka                                      | Csurran, cseppen Péter Majoros                                             | –                         |
| 11. April 2025 – 24. April 2025 2 Wochen (insgesamt 22) | 22                                   | Desh & Young Fly feat. Azahriah            | Pannonia Attila Baukó, Attila Molnár, Álmos Schüller                       | –                         |
| 25. April 2025 – 5. Juni 2025 6 Wochen | 6                                    | Desh                                       | Talpra cigányok Attila Molnár                                              | –                         |
| 6. Juni 2025 – 17. Juli 2025 6 Wochen (insgesamt 8) | 8                                    | Desh                                       | Vinnipu Attila Molnár                                                      | –                         |
| 18. Juli 2025 – 24. Juli 2025 1 Woche | 1                                    | Dzsúdló                                    | Stressz Musik: Dániel Somogyvári, Text: Márton Juhász                      | –                         |
| 25. Juli 2025 – 7. August 2025 2 Wochen (insgesamt 8) | 8                                    | Desh                                       | Vinnipu Attila Molnár                                                      | –                         |

## Alben
| ← 2024 ← | Liste der Nummer-eins-Hits in Ungarn | Liste der Nummer-eins-Hits in Ungarn | Liste der Nummer-eins-Hits in Ungarn       |                           |
| \| Zeitraum \| Wo. ges. \| Interpret \| Titel \| Zusätzliche Informationen \| \| (Zeitraum, Wochen auf Platz eins, Interpret, Titel, zusätzliche Informationen) \| \| \| \| \| \| ------------------------------------------------------------------------------ \| -------- \| ---------------- \| ------------------------------------------ \| ------------------------- \| \| 27. Dezember 2024 – 9. Januar 2025 2 Wochen (insgesamt 3) \| 3 \| Stray Kids \| Hop \| – \| \| 10. Januar 2025 – 30. Januar 2025 3 Wochen (insgesamt 6) \| 6 \| Manuel \| Orgonabokor \| – \| \| 31. Januar 2025 – 6. Februar 2025 1 Woche \| 1 \| The Weeknd \| Hurry Up Tomorrow \| – \| \| 7. Februar 2025 – 27. Februar 2025 3 Wochen (insgesamt 6) \| 6 \| Manuel \| Orgonabokor \| – \| \| 28. Februar 2025 – 6. März 2025 1 Woche \| 1 \| Kalapács \| Ezerből egy \| – \| \| 7. März 2025 – 13. März 2025 1 Woche \| 1 \| Lady Gaga \| Mayhem \| – \| \| 14. März 2025 – 3. April 2025 3 Wochen \| 3 \| Playboi Carti \| Music \| – \| \| 4. April 2025 – 10. April 2025 1 Woche \| 1 \| Omen \| Kell az ima \| – \| \| 11. April 2025 – 24. April 2025 2 Wochen \| 2 \| (Soundtrack) \| Hogyan tudnék élni nélküled? \| – \| \| 25. April 2025 – 1. Mai 2025 1 Woche (insgesamt 10) \| 10 \| Desh & Young Fly \| Bakpakk \| – \| \| 2. Mai 2025 – 15. Mai 2025 2 Wochen (insgesamt 9) \| 9 \| Beton.Hofi \| 0 \| – \| \| 16. Mai 2025 – 22. Mai 2025 1 Woche (insgesamt 3) \| 3 \| Linkin Park \| From Zero \| – \| \| 23. Mai 2025 – 29. Mai 2025 1 Woche \| 1 \| Dalriada \| Magvető \| – \| \| 30. Mai 2025 – 5. Juni 2025 1 Woche (insgesamt 9) \| 9 \| Beton.Hofi \| 0 \| – \| \| 6. Juni 2025 – 12. Juni 2025 1 Woche (insgesamt 9) \| 9 \| Ákos \| A katona imája \| – \| \| 13. Juni 2025 – 26. Juni 2025 2 Wochen (insgesamt 9) \| 9 \| Beton.Hofi \| 0 \| – \| \| 27. Juni 2025 – 3. Juli 2025 1 Woche \| 1 \| Alestorm \| The Thunderfist Chronicles \| – \| \| 4. Juli 2025 – 7. August 2025 5 Wochen \| 5 \| (Soundtrack) \| KPop Demon Hunters (From the Netflix Film) \| – \| |                                      |                                      |                                            |                           |
| ← 2024 |                                      |                                      |                                            |                           |
| Zeitraum | Wo. ges.                             | Interpret                            | Titel                                      | Zusätzliche Informationen |
| (Zeitraum, Wochen auf Platz eins, Interpret, Titel, zusätzliche Informationen) |                                      |                                      |                                            |                           |
| 27. Dezember 2024 – 9. Januar 2025 2 Wochen (insgesamt 3) | 3                                    | Stray Kids                           | Hop                                        | –                         |
| 10. Januar 2025 – 30. Januar 2025 3 Wochen (insgesamt 6) | 6                                    | Manuel                               | Orgonabokor                                | –                         |
| 31. Januar 2025 – 6. Februar 2025 1 Woche | 1                                    | The Weeknd                           | Hurry Up Tomorrow                          | –                         |
| 7. Februar 2025 – 27. Februar 2025 3 Wochen (insgesamt 6) | 6                                    | Manuel                               | Orgonabokor                                | –                         |
| 28. Februar 2025 – 6. März 2025 1 Woche | 1                                    | Kalapács                             | Ezerből egy                                | –                         |
| 7. März 2025 – 13. März 2025 1 Woche | 1                                    | Lady Gaga                            | Mayhem                                     | –                         |
| 14. März 2025 – 3. April 2025 3 Wochen | 3                                    | Playboi Carti                        | Music                                      | –                         |
| 4. April 2025 – 10. April 2025 1 Woche | 1                                    | Omen                                 | Kell az ima                                | –                         |
| 11. April 2025 – 24. April 2025 2 Wochen | 2                                    | (Soundtrack)                         | Hogyan tudnék élni nélküled?               | –                         |
| 25. April 2025 – 1. Mai 2025 1 Woche (insgesamt 10) | 10                                   | Desh & Young Fly                     | Bakpakk                                    | –                         |
| 2. Mai 2025 – 15. Mai 2025 2 Wochen (insgesamt 9) | 9                                    | Beton.Hofi                           | 0                                          | –                         |
| 16. Mai 2025 – 22. Mai 2025 1 Woche (insgesamt 3) | 3                                    | Linkin Park                          | From Zero                                  | –                         |
| 23. Mai 2025 – 29. Mai 2025 1 Woche | 1                                    | Dalriada                             | Magvető                                    | –                         |
| 30. Mai 2025 – 5. Juni 2025 1 Woche (insgesamt 9) | 9                                    | Beton.Hofi                           | 0                                          | –                         |
| 6. Juni 2025 – 12. Juni 2025 1 Woche (insgesamt 9) | 9                                    | Ákos                                 | A katona imája                             | –                         |
| 13. Juni 2025 – 26. Juni 2025 2 Wochen (insgesamt 9) | 9                                    | Beton.Hofi                           | 0                                          | –                         |
| 27. Juni 2025 – 3. Juli 2025 1 Woche | 1                                    | Alestorm                             | The Thunderfist Chronicles                 | –                         |
| 4. Juli 2025 – 7. August 2025 5 Wochen | 5                                    | (Soundtrack)                         | KPop Demon Hunters (From the Netflix Film) | –                         |